# Каролајна (Роуд Ајланд)
Каролајна (енгл. Carolina) насељено је место без административног статуса у америчкој савезној држави Роуд Ајланд.

## Демографија
По попису из 2010. године број становника је 970.
| Група             | 2000.    | 2010.       |
| Белци             | 0 (0,0%) | 932 (96,1%) |
| Афроамериканци    | 0 (0,0%) | 5 (0,5%)    |
| Азијати           | 0 (0,0%) | 4 (0,4%)    |
| Хиспаноамериканци | 0 (0,0%) | 11 (1,1%)   |
| Укупно            | 0        | 970         |